# Урбанович, Владимир Николаевич
Влади́мир Никола́евич Урбано́вич (8 июля 1938, Усолье-Сибирское, Иркутская область — 1 ноября 2023, Новосибирск) — советский и российский оперный певец (баритон), музыкальный педагог, народный артист РСФСР (1983).

## Биография
Владимир Урбанович родился 8 июля 1938 года в Усолье-Сибирском Иркутской области.
В 1964 году окончил Иркутское училище искусств (класс В. А. Фидельмана-Басина). В 1968 году окончил Новосибирскую консерваторию (класс В. П. Арканова).
С 1965 по 2000 год — солист Новосибирского академического театра оперы и балета. Исполнил более 60 партий баритонового репертуара в оперной классике и современных произведениях. Особое внимание уделял операм современных отечественных композиторов (оперы Г. С. Фрида, Ю. М. Буцко, В. Рубина). С труппой театра гастролировал в Польше (1986), Египте (1993), Португалии (1996). Участвовал в постановке «Бориса Годунова» в Баденском театре (Германия, 1994). Эту же партию исполнил в спектакле Мариинского театра в Петербурге в 1991 году в постановке режиссера Андрея Тарковского.
Снялся в нескольких телефильмах-операх на ГТРК «Новосибирск» (монооперы «Записки сумасшедшего» Ю. Буцко, 1981, «Письма Ван Гога» Г. Фрида). Записал вокальную партию Мити в фильме-опере «Алкина песня» Г. Иванова (1969). Выступал как концертный певец. Записал несколько пластинок с оперными ариями и камерной вокальной музыкой.
С 1970 по 1979 год и с 1993 по 2016 год преподавал в Новосибирской консерватории имени М. И. Глинки на кафедре сольного пения, профессор (2002).
Скончался 1 ноября 2023 года в Новосибирске на 86-м году жизни. Похоронен на Заельцовском кладбище (квартал 103).

## Награды и премии
- Заслуженный артист РСФСР (9 сентября 1977).
- Народный артист РСФСР (1 сентября 1983).
- Орден Почёта (1996).

## Партии в операх
- «Моцарт и Сальери» Н. Римского-Корсакова — Сальери
- «Аида» Дж. Верди — Амонасро
- «Тоска» Дж. Пуччини — Скарпиа
- «Пиковая дама» П. И. Чайковского — Елецкий
- «Фауст» Ш. Гуно — Валентин
- «Севильский цирюльник» Дж. Россини — Фигаро
- «Крылатый всадник» В. Рубина (1-й исполнитель) — Поэт
- «Евгений Онегин» П. Чайковского — Онегин
- «Травиата» Верди — Жорж Жермон
- «Мазепа» — Мазепа
- «Отелло» — Яго
- «Хованщина» — Шакловитый
- «Борис Годунов» — Рангони
- «Мадам Баттерфляй» — Шарплес